# Kazaklambia
Kazaklambia là một chi khủng long, được Bell & K. S. Brink mô tả khoa học năm 2013.